# الهولوكوست في بيلاروس
يشير الهولوكوست في بيلاروس بشكل عام إلى الجرائم النازية المرتكبة خلال الحرب العالمية الثانية على أراضي بيلاروس بحق اليهود. ومع ذلك، تغيرت حدود بيلاروس بشكل كبير بعد الغزو السوفيتي لبولندا في عام 1939، ما سبب ارتباكًا خاصة في الحقبة السوفيتية فيما يتعلق بنطاق الهولوكوست في بيلاروس.
عندما بدأت الحرب العالمية الثانية –بالتزامن مع غزو ألمانيا النازية لبولندا في 1 سبتمبر من عام 1939– لم تكن بيلاروس ذات السيادة اليوم موجودة. أدى الاتفاق الألماني السوفيتي الموقع بشكل سري إلى الغزو السوفيتي لبولندا الموازي لجهة الشرق في 17 سبتمبر من عام 1939. ضم الاتحاد السوفيتي النصف الشرقي من بولندا ما قبل الحربإلى جمهورية بيلاروس الاشتراكية السوفيتية وجمهورية أوكرانيا الاشتراكية السوفيتية.
احتلت ألمانيا النازية كامل أراضي بيلاروس الحديثة بحلول نهاية أغسطس من عام 1941. تقدر المؤرخة الأمريكية لوسي داودوفيتش– مؤلفة كتاب «الحرب ضد اليهود»– أن نسبة 66% من اليهود الذين أقاموا في جمهورية بيلاروس الاشتراكية السوفيتية ماتوا خلال الهولوكوست، من أصل 375 ألف من يهود بيلاروس قبل الحرب العالمية الثانية وفقًا للبيانات السوفيتية؛ مقارنةً بنحو 90٪ من قتلى اليهود في البلطيق في نفس الفترة.

## خلفية

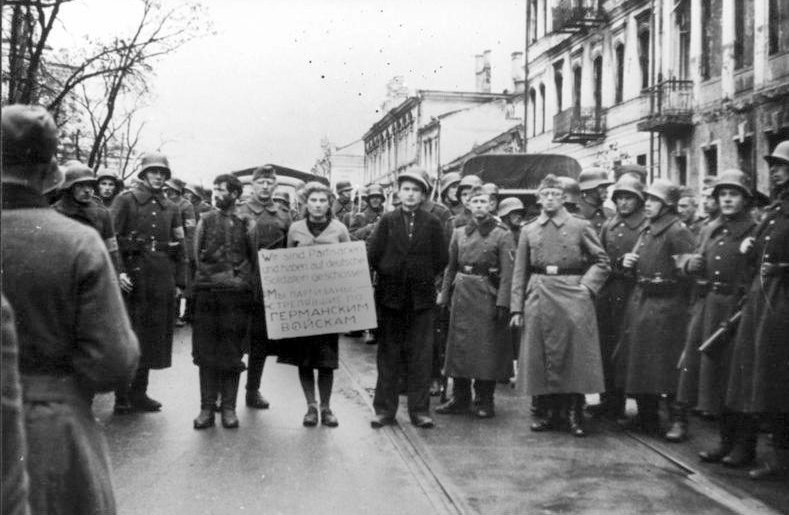
المناضلة البيلاروسية اليهودية ماشا بروسكينا مع اثنين من حركة المقاومة ضد الاحتلال الألماني قبل إعدامهم في مينسك يوم 26 أكتوبر عام1941.

تضاعفت مساحة جمهورية بيلاروس الاشتراكية السوفيتية تقريبًا بسبب ضم كريسي إليها بعد الغزو السوفيتي لبولندا في عام 1939. أُجريت انتخابات وهمية في جو من الرعب بعد العمل العدواني التي تعرضت له الجمهورية البولندية الثانية. أُعيدت تسمية المدن البولندية باللغة الروسية، وأنشئت أوبلاستات (مقاطعات) جديدة. حُول الملايين من المواطنين البولنديين بالقوة إلى رعايا سوفيتيين جدد. في غضون عامين، تضخم عدد السكان اليهود في مينسك، عاصمة جمهورية بيلاروس الاشتراكية السوفيتية –ليصل إلى 90 ألف يهودي– نتيجة تدفق اليهود البولنديين الهاربين من الاحتلال الألماني.
بدأت المحرقة التي ارتكبها نظام الرايخ الثالث في أراضي بيلاروس الاشتراكية السوفيتية في صيف عام 1941، خلال عملية بارباروسا، غزو الاتحاد السوفيتي. قُصفت مينسك واستولى الفيرماخت عليها في 28 يونيو من عام 1941. من وجهة نظر هتلر، كانت عملية بارباروسا عبارة عن حرب ألمانيا ضد «البلشفية اليهودية». في 3 يوليو من عام 1941، خلال «الاختيار» الأول في مينسك، سيق 2000 يهودي من المثقفين إلى إحدى الغابات وذبحوا فيها. لخصت «تقارير أينزاتسغروبن» الأعمال الوحشية المرتكبة –بموجب معاهدة الحدود الألمانية السوفيتية– على جانبي حدود ما قبل الحرب بين جمهورية بيلاروس الاشتراكية السوفيتية وبولندا. جعل النازيون من مينسك المركز الإداري لمفوضية الرايخ أوستلاند. اعتبارًا من 15 يوليو من عام 1941، وأُمر جميع اليهود بارتداء شارة صفراء على ملابسهم الخارجية تحت طائلة الإعدام؛ وفي 20 يوليو من ذلك العام، أنشئ حي اليهود في مينسك، وأصبح في غضون عامين أكبر حي لليهود في الاتحاد السوفيتي الذي احتلته ألمانيا، مع وجود أكثر من 100 ألف يهودي فيه.
دعمت نسبة لا بأس بها من العرق البيلاروسي ألمانيا النازية، وخاصة في سنواتها الأولى. أمل بعض القوميين من مينسك بما في ذلك الألمانوفيل إيفان يرماتشينكا في تشكيل دولة قومية بيلاروسية تحت حماية الرايخ. بحلول نهاية عام 1942، ضمت مجموعة يرماتشينكا المعروفة باسم «بي إن إس» 30 ألف عضو في عشرات المدن السوفيتية المختلفة. أسست السلطات النازية «الشرطة البيلاروسية المساعدة» في صيف عام 1941. كما حصل أعضاء «بي إن إس» على مناصب رفيعة المستوى في الشرطة. «كتب مارتن دين عما يعرفه الألمان باسم «فرق الحراسة»، جُند المتطوعون في الشرطة المحلية في بداية الاحتلال؛ ولعب هؤلاء الرجال دورًا لا غنى عنه في عمليات القتل». وفي النهاية، وصل عدد الشرطة المحلية المساعدة في الاتحاد السوفيتي الذي احتلته ألمانيا إلى 300 ألف رجل.
ضُم الجزء الجنوبي من بيلاروس الحديثة إلى الإدارة العسكرية في أوكرانيا المُشكلة حديثًا آنذاك في 17 يوليو من عام 1941، بما في ذلك منطقة غومل في الشرق الأقصى لروسيا الاتحادية الاشتراكية السوفيتية، وعدة مناطق أخرى؛ وأصبحوا جزءًا من «شيتومير جينرالبيزرك» (حي جيتومير العام) المتمركزة حول جيتومير. حدد الألمان هويات اليهود إما عن طريق التسجيل، أو عن طريق إصدار المراسيم. فُصل اليهود عن عامة السكان واقتصر سكنهم على الأحياء اليهودية المؤقتة بسبب فرار القيادة السوفيتية من مينسك دون أن تأمر بإخلائها؛ ولذلك، أُسر معظم السكان اليهود. كان هناك 100 ألف سجين محتجز في الحي اليهودي في مينسك، و25 ألفًا في بابرويسك، و20 ألفًا في فيتيبسك، و12 ألفًا في موجيليف، وأكثر من عشرة آلاف في غوميل، وعشرة آلاف في سلوتسك، وثمانية آلاف في بوريسوف، وثمانية آلاف في بولوتسك. في منطقة غوميل وحدها، أُنشئ 20 حي يهودي، وسُجن ما لا يقل عن 21 ألف شخص.
جمع النازيون في نوفمبر من عام1941 «12ألف يهودي» في حي مينسك اليهودي لإفساح المجال لاستقبال 25 ألف يهودي أجنبي من المقرر طردهم من ألمانيا والنمسا ومحمية بوهيميا ومورافيا. في صباح يوم 7 نوفمبر من عام 1941، شُكلت أول مجموعة من السجناء في أعمدة وأمروا بالمسير منشدين الأغاني الثورية؛ وأجبر الناس على الابتسام للكاميرات. في إحدى المرات، خارج مينسك، نُقل 6624 يهوديًا بواسطة شاحنات إلى قرية «توتشينكا» القريبة (توتشينكي) وأطلق أفراد من «أينزاتسغروبن إيه» النار عليهم. تبعتهم المجموعة التالية التي تضم أكثر من 5 آلاف يهودي إلى توتشينكا في 20 نوفمبر من عام 1941.

## أبحاث ما بعد الحرب
قدرت مصادر الحقبة السوفيتية الشيوعية فقدان بيلاروس لربع سكانها الذين تواجدوا فيها قبل الحرب خلال الحرب العالمية الثانية، بما في ذلك معظم النخبة الفكرية. يعتقد المؤرخون الغربيون اختلاق السكرتير العام بيوتر مشيروف خلال خطاب مؤرخ في 8 مايو من عام 1965 لدليل تلاعب اللجنة الحكومية الاستثنائية في أعداد الأسرى من غير مواطني الجمهورية من خلال تضخيم هذا العدد بشكل كبير. تؤكد الرواية الرسمية التذكارية البيلاروسية على «النسخة المؤيدة لمقاومة السوفييت للغزاة الألمان». يمنع دستور بيلاروس بموجب المادة 28 الوصول إلى المعلومات حول البيلاروسيين الذين تعاملوا وتواطئوا مع النازيين. ذكر أندري كوتليارتشك وفاة 1.4 مليون شخص خلال الحرب.
في سبعينيات وثمانينيات القرن الماضي، أجرى المؤرخ والرافض السوفييتي دانييل رومانوفسكي –الذي هاجر لاحقًا إلى إسرائيل– مقابلات مع أكثر من 100 شاهد، بمن فيهم اليهود والروس والبيلاروسيين من المناطق المجاورة، إذ سجلوا قصصهم عن الهولوكوست بالرصاص. كان من الصعب إجراء الأبحاث حول هذا الموضوع في الاتحاد السوفيتي بسبب القيود الحكومية عليها؛ ومع ذلك، خلص رومانوفسكي –بناءً على المقابلات التي أجراها– إلى نشوء الأحياء اليهودية المفتوحة في مدن بيلاروسيا نتيجة للتركيز المسبق على كل المجتمعات اليهودية في المناطق المحددة. لم تكن هناك حاجة لبناء الجدران. نتج تعاون معظم غير اليهود مع الألمان بشكل جزئي عن مواقف طُورت في ظل الحكم السوفيتي؛ وهي ما يُعرف باسم ممارسة التوافق مع الدولة الشمولية؛ وتسمى أحيانا هوموسوفيتيكس (التماثل مع السوفيتية).